# Comuna Viimsi
Viimsi (în germană Wiems) este o comună din Regiunea Harju, Estonia.
Comuna face parte din aria metropolitană a orașului Tallinn și cuprinde 2 târgușoare (alevik) și 18 sate.
Reședința comunei este târgușorul (alevik) Viimsi (Viimsi). Din punct de vedere geografic, unitatea administrativă se întinde pe Peninsula Viimsi și cuprinde insulele Naisaar, Prangli și Aksi. Localitatea a fost locuită de germanii baltici.

## Localități componente

### Târgușoare (alevik)
- Viimsi (Viimsi)
- Haabneeme (Apones)

### Sate
- Äigrumäe
- Idaotsa
- Kelnase
- Kelvingi
- Laiaküla
- Leppneeme (Thusnes)
- Lubja
- Lääneotsa
- Metsakasti
- Miiduranna (Mitorannes)
- Muuga
- Naissaare
- Pringi
- Pärnamäe
- Püünsi
- Randvere
- Rohuneeme (opidum Longenes)
- Tammneeme (Iversback)